# Орден Культуры
Орден Культуры (яп. 文化勲章 бункакунсё:) — японский орден, вручаемый за достижения в области культуры.
Учреждён императорским указом № 9 от 11 февраля 1937 года. Награждаются орденом как мужчины, так и женщины, внёсшие вклад в японское искусство, литературу и культуру. Орден не имеет степеней, поскольку считается, что заслуги в области культуры классифицировать невозможно. Орден вручается императором Японии в День культуры (3 ноября).

## Описание
При разработке ордена за основу был взят цветок японского мандарина (татибана), символизирующего вечность. Император Хирохито, отверг первоначальное предложение использовать форму цветка сакуры из-за того, что образ прекрасных, но быстро опадающих цветов сакуры скорее подходил бы для наград, предназначенных военным, которые следуют принципам бусидо. Японский мандарин — вечнозеленое дерево, и поэтому, для ордена, которым будут награждаться представители культуры, чья деятельность имеет непреходящее, вечное значение, цветок мандарина — наиболее подобающий символ.
Изображения лепестков мандарина на ордене покрыты выпуклой белой эмалью, а тычинки цветка воспроизведены как золотые точки на кольце из голубой эмали, которое окружает красный медальон. На медальоне имеются три белые эмалевые каплеобразные фигуры, которые олицетворяют драгоценности из числа императорских сокровищ. На обороте — четыре иероглифа «Орден за заслуги». Подвеска сделана в виде сочетания зеленых листьев и бледно-зеленых фруктов японского мандарина.
 Знак ордена подвешен на светло-фиолетовом банте с розеткой из ленты муарового шелка.

## Некоторые лауреаты
Полный список

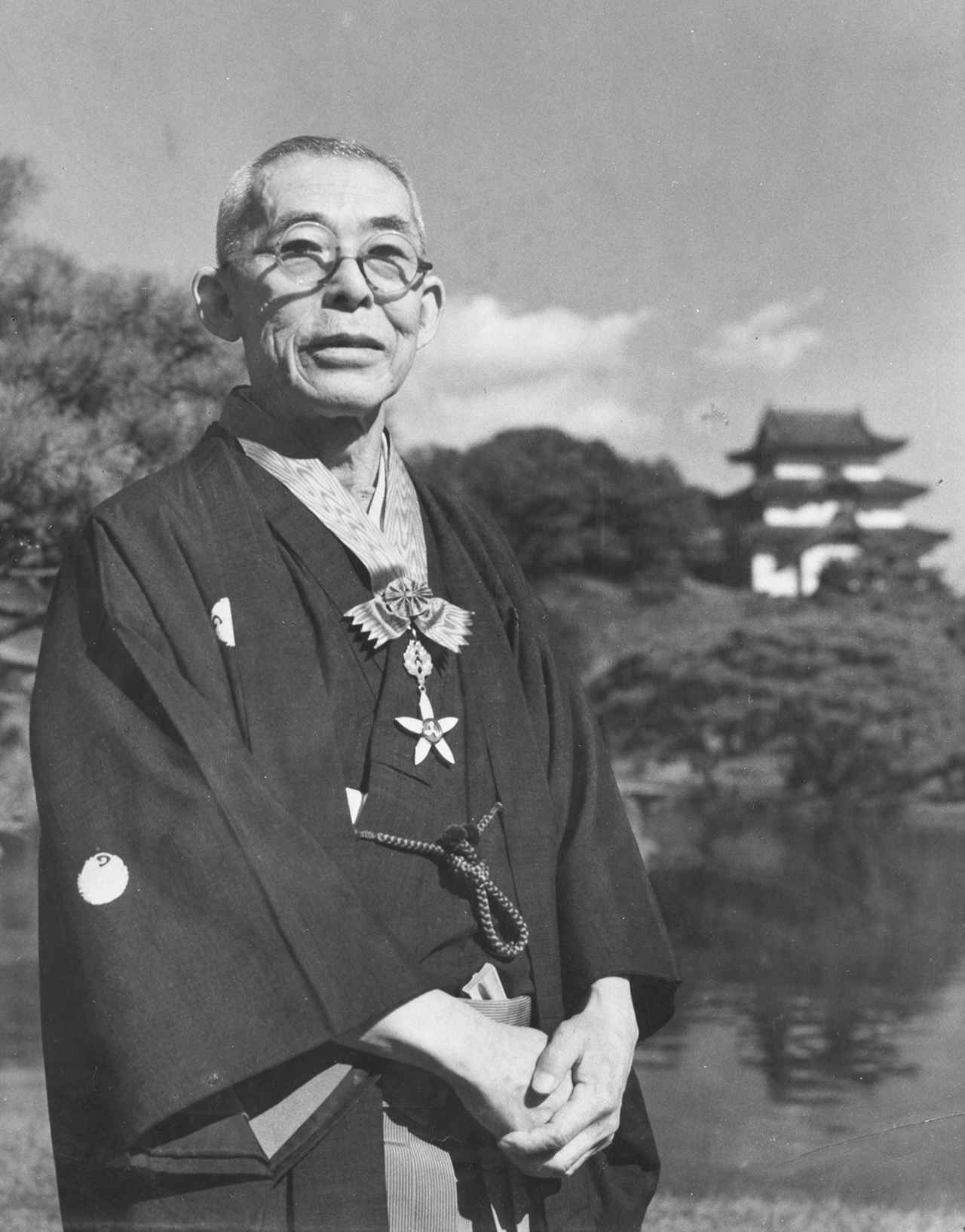
Актёр театра кабуки Накамура Китиэмон, награждённый орденом в 1951 году

- Окада Сабуросукэ (1937) — художник
- Котаро Хонда (1937) — физик и изобретатель
- Нобуцуна Сасаки[англ.] (1937)
- Ёкояма Тайкан (1937) — художник
- Хисаси Кимура (1937) — астроном
- Хантаро Нагаока (1937) — физик
- Тэйдзи Такаги (1940) — математик
- Кунихико Кодайра (1957) — математик
- Сэйдзи Кая (1964)[2] — физик
- Тэцудзи Морохаси (1965) — синолог и лексикограф
- Акабори, Сиро (1965) — химик
- Кэндзиро Сёда (1969) — математик
- Хэйноскэ Госё (1972) — кинорежиссёр
- Хэйсукэ Хиронака (1975) — математик
- Кодзабуро Ёсимура (1976) — кинорежиссёр
- Кэндзиро Такаянаги (1981) — конструктор, пионер в области телеприёмников
- Судзуми Тонэгава (1984) — молекулярный биолог, лауреат Нобелевской премии по физиологии и медицине 1987 года
- Акира Куросава (1985) — кинорежиссёр, продюсер и сценарист
- Масатоси Косиба (1988, 1997) — физик, лауреат Нобелевской премии по физике за 2002 год
- Минору Ода (1993) — астрофизик
- Кэндзабуро Оэ — нобелевский лауреат по литературе, вместе с Харуко Сугимурой — единственные, кто отказались от Ордена Культуры[3][4].
- Харуко Сугимура — актриса (1995)[5]
- Сюсаку Эндо (1995) — писатель
- Хирофуми Удзава (1997) — экономист
- Хироюки Агава (1999) — писатель
- Рёдзи Ноёри (2000) — учёный-химик, лауреат Нобелевской премии по химии за 2001 год
- Хидэки Сиракава (2000) — учёный-химик, лауреат Нобелевской премии по химии за 2000 год
- Тосио Ёдои (2001) — скульптор
- Канэто Синдо (2002) — кинорежиссёр, сценарист, продюсер.
- Коити Танака (2002) — инженер и химик, лауреат Нобелевской премии по химии 2002 года
- Нисидзима Кадзухико (2003) — физик-теоретик
- Огата, Садако (2003) — дипломат.
- Макото Оока (2003) — поэт
- Дзякутё Сэтоути (2006) — писательница
- Киёси Ито (2008) — математик
- Макото Кобаяси (2008) — физик, лауреат Нобелевской премии по физике 2008 года
- Тосихидэ Маскава (2008) — физик-теоретик, лауреат Нобелевской премии по физике 2008 года
- Сэйдзи Одзава (2008) — дирижёр
- Осаму Симомура (2008) — учёный в области органической химии и морской биологии, лауреат Нобелевской премии по химии 2008 года
- Сигэру Ода (2012) — юрист, судья Международного суда ООН с 1976 по 2003 годы